# Edmund Bishop
Edmund Bishop (ur. 17 maja 1846, zm. 17 lutego 1917) – angielski historyk katolicki. Współpracował z Francisem Aidan Gasquetem w pisaniu dwóch książek na temat liturgii rzymskokatolickiej.